# Obras cumbres (álbum de Los Auténticos Decadentes)
Obras cumbres es un álbum recopilatorio doble de la banda argentina de Ska Los Auténticos Decadentes publicado en el 2006.

## Lista de canciones
CD.1
1. Skabio
2. Vení Raquel
3. Loco (Tu forma de ser)
4. Entrega el marrón
5. Ya me da igual
6. La bebida, el juego y las mujeres
7. Se va como la vida
8. Amor dorado
9. La marca de la gorra
10. Auténtica
11. Pochi peluca (Dúo con Miguel Zavaleta)
12. Siga el baile (Dúo con Alberto Castillo)
13. La guitarra
14. El murguero
15. El pájaro vio el cielo y se voló
16. Diosa
17. La chica del sur
18. Corazón
19. Aguinaldo
20. Como me voy a olvidar
21. La caja negra.[2]

CD.2
1. Los piratas
2. Luna radiante
3. Cyrano
4. El gran señor
5. No te detengas
6. Lejos de ti
7. Yo puedo
8. No puedo
9. No tengo paz
10. El dinero no es todo
11. Besándote
12. El rozador
13. En las fiestas
14. Que vas a hacer conmigo (en vivo)
15. El jorobadito (en vivo con Attaque 77)
16. Te contaron (en vivo)
17. Gente que no (en vivo con Todos Tus Muertos)
18. La guitarra (Dúo con Andrés Calamaro y Adrián Otero)
19. Siga el baile (Dúo con Alberto Castillo - Unreleased track)
20. Que me pisen.[1][2]